# Первушин Антон Іванович
Антон Іванович Первушин (нар. 27 травня 1970, Іваново, СРСР) — російський письменник і журналіст, автор низки науково-фантастичних і науково-популярних книг.

## Життєпис
Антон Іванович Первушин народився в місті Іваново. Середню школу закінчив у Мурманську в 1987 році. У 1988 році переїхав до Ленінграда і вступив до Ленінградського політехнічного інституту на кафедру турбінобудування енергомашинобудівного факультету, потім там само закінчив аспірантуру зі спеціалізацією «Аеродинаміка турбомашин». Магістр технічних наук. Дійсний член Федерації космонавтики Росії. Член Спілки вчених Санкт-Петербурга.
З 1988 року — активний учасник руху клубів любителів фантастики, слухач літературної студії Андрія Балабухи і Анатолія Бритикова. Дебютував оповіданням «Іванушка і автомат» у багатотиражному варіанті журналу фантастики «Вимір-Ф» (1990). В 1993 році був прийнятий до семінару Бориса Стругацького, зараз[коли?] — староста цього семінару. Професійний письменник. Член Спілки письменників Санкт-Петербурга. Член Клубу наукових журналістів. Член Російської асоціації футурологів.
Учасник Міжнародного мультикультурного фестивалю "Зірки над Донбасом", який проходив у Донецьку у 2019, 2020 та 2021 роках.. 28 лютого 2022 року учасники фестивалю ухвалили відкрите звернення на підтримку війни в Україні та дій верховного головнокомандувача, президента РФ В.В. Путіна

## Книги

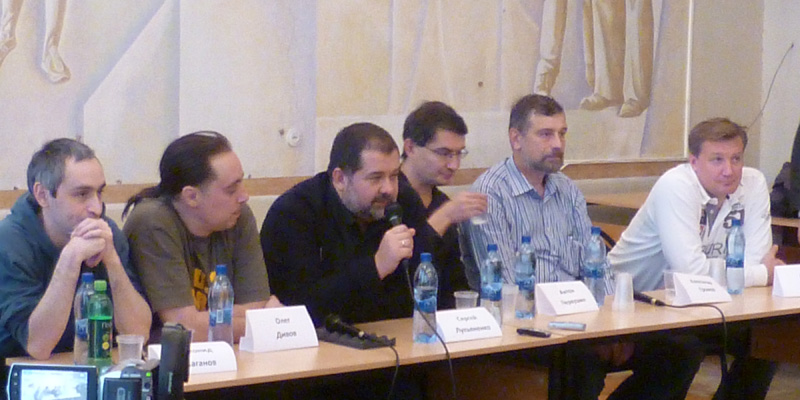
На фестивалі фантастики «Поїхали» в Рязані (2012) разом з колегами-письменниками: Каганов Леонід Олександрович, Олег Дивов, Сергій Лук'яненко, Олександр Громов і Вадим Панов

Автор романів «Полювання на Герострата» (інша назва — «Операція „Герострат“», 1997), «Війна по понеділках» (1998), «Миротворці» (1999), «Збирачі уламків» (спільно з Миколою Большаковим, 1999), «Чужинці в Пеллюсідарі» (2004), «Зірка» (2007), збірки повістей «„Гроза“ у зеніті» (2008), тетралогії «Пірати XXI століття» (2000—2008) та інших. У науково-популярному жанрі розробляє дві основні теми: історія космічних досліджень і зв'язки тоталітарних режимів з окультними вченнями. У цих напрямках ним написані документально-історичні книги «Окультні таємниці НКВС і СС» (1999), «Окультні війни НКВС і СС» (2003), «Астронавти Гітлера» (2004), «Битва за зірки» (у 2 томах, 2004), «Зоряні війни: Американська республіка проти Радянської Імперії» (2005), «Космонавти Сталіна: Міжпланетний прорив Радянської Імперії» (2005), «Червоний космос: Зоряні кораблі Радянської Імперії» (2006), «Завоювання Марса: Марсіанські хроніки епохи Великого Протистояння» (2006), «Окультний Гітлер» (2006), «Окультний Сталін» (2006), «Битва за Місяць» (2007), «108 хвилин, що змінили світ» (2011) і «Таємна місія Третього рейху» (2012).
У 2011 році був опублікований збірник футурологічних есе Антона Первушина «Хто загрожує Росії? Виклики майбутнього». У 2013 році вийшов збірник літературознавчих есеїв Антона Первушина «10 міфів про радянську фантастику».
Крім того, Антон Первушин написав у 2000—2001 роках кілька російськомовних новелізацій з епізодів телесеріалу «Секретні матеріали». У 2011 році взяв участь у літературному проекті «S.T.A.L.K.E.R.» з романами «Перша експедиція» та «Левине серце» (спільно з Оленою Первушиною). У 2011—2012 роках разом з Ігорем Мінаковим і Максимом Хорсуном брав участь у літературному проекті «Залюднений острів», випустивши два романи: «Відділ „Массаракш“» і «Пірати Тагори».
Книги, розповіді і нариси Антона Первушина перекладені українською, польською, болгарською, німецькою, англійською та китайською мовами.
З 2010 року Антон Первушин веде постійну авторську рубрику в журналі «Світ фантастики», де публікує короткі есе на наукові теми. Також в журналі регулярно виходять статті Антона про фізику та космонавтику.
На основі книги «Окультні таємниці НКВС і СС» знято документальний фільм «Одержимі дияволом. Таємниця Третього рейху» (2006, реж. Геннадій Городній). За матеріалами книги «Окультний Сталін» знято документальний фільм «Таємні знаки. Особиста відьма Сталіна». За матеріалами книги «Зоряні війни: Американська Республіка проти Радянської Імперії» знято документальний фільм «Жива історія. Космічне око». На основі циклу статей «Кінопроби космічної експансії» знято серію з 17 телепередач «Інше кіно. Кінопроби космічної експансії» (канал «ТВ-3»), в якій Антон Первушин взяв участь як головний консультант, співведучий і автор низки сценаріїв. У 2011 році Антон Первушин виступив автором сценаріїв чотирисерійного науково-популярного фільму «Відкритий космос» («Перший канал») та як технічний консультант групи сценаристів брав участь у зніманні восьмисерійного документально-історичного фільму «Наш космос» (канал «НТВ»). У 2013 році «Центр національного фільму» випустив на екрани науково-популярний футурологічний фільм за сценарієм Антона Первушина «Наступна зупинка — Місяць».
У 2015 році вийшла його науково-популярна книга «Останній космічний шанс», в якій він розглядає перспективи космічних подорожей і причини неймовірного застою в освоєнні космосу в наш час. У 2016 вийшло перевидання книги «108 хвилин, що змінили світ», в якій Антон Первушин розповідає про перший політ у космос Юрія Гагаріна і пояснює, чому, здавалося б, менш підготовлена в технічному плані країна — СРСР — зуміла випередити США і першою відправити людину в космос.
У 2017 році вийшла книга «Юрій Гагарін: один політ і все життя» — детальна біографія Ю. О. Гагаріна, в якій автор висвітлює не тільки деталі життя першого космонавта Землі, але й деякі сторінки історії вітчизняної космонавтики.
У 2019 році у видавництві «Альпіна нон-фікшн» вийшла книга «Космічна міфологія. Від марсіанських атлантів до місячної змови», в цьому ж році вийшла друком збірка «12 міфів про радянську фантастику».

## Премії й призи
Лауреат літературних премій: «Зоряний міст» (1999 і 2007), «Eurocon Encouragement Award» (2000), Премія імені Олександра Бєляєва (2002 і 2004), Премія Союзу письменників Санкт-Петербурга (2005), Міжнародна літературна премія імені А. і Б. Стругацьких (2007), Премія імені Олександра Гріна («Золотий ланцюг», 2008), Премія «Інтерпрескон» (2009), Премія імені Івана Єфремова (2009), Премія «Просвітитель (премія)» (2011 — шорт-лист), Премія «РосКон» (2010 і 2013). Кавалер Ордена лицарів фантастики (2011).

## Родина
Одружений, є син Олексій.